# Companyonia
La companyonia (llatí: comitatus) era una estructura d'amistat que obligava els reis germànics a governar consultant amb els seus guerrers. La companyonia, com és descrita en el tractat de l'historiador romà Tàcit Germània (98 EC), és el vincle que existeix entre un guerrer  germànic i el seu senyor, assegurant que no ix del camp de batalla abans que l'altre. La traducció és la següent:
| « | Infàmia i afront que duren tota la vida és, sobretot, retirar - se de la batalla sobrevivint al cabdill. | » |

La companyonia és l'acord entre un senyor germànic i els seus subservents, és la font directa de la pràctica del feudalisme. En part influenciada per la pràctica romana d'una distribució general de terres als seus oficials després del seu retir, la companyonia germànica finalment es va convertir en un intercanvi major entre un superior i un inferior. L'actor social inferior (en el feudalisme, el vassall) es comprometen servei militar i la protecció del superior (el Senyor). A canvi, el superior recompensa l'inferior amb terres, compensacions, o privilegis.